# (5742) 1990 TN4
Az (5742) 1990 TN4 a Naprendszer kisbolygóövében található aszteroida. Robert H. McNaught fedezte fel 1990. október 9-én.